# Zhidan

Lage des Kreises Zhidan auf dem Gebiet der bezirksfreien Stadt Yan’an

Zhidan (志丹县,  Zhìdān Xiàn) ist ein Kreis der bezirksfreien Stadt Yan’an im Norden der Provinz Shaanxi in der Volksrepublik China. Er hat eine Fläche von 3.785 km² und zählt 155.129 Einwohner (Stand: Zensus 2020). Sein Hauptort ist die Großgemeinde Bao’an (保安镇).

## Administrative Gliederung
Auf Gemeindeebene setzt sich der Kreis aus sechs Großgemeinden und fünf Gemeinden zusammen. Diese sind:
- Großgemeinde Bao’an (保安镇)
- Großgemeinde Xinghe (杏河镇)
- Großgemeinde Shunning (顺宁镇)
- Großgemeinde Danba (旦八镇)
- Großgemeinde Jinding (金丁镇)
- Großgemeinde Yongning (永宁镇)

- Gemeinde Shuanghe (双河乡)
- Gemeinde Zhifang (纸坊乡)
- Gemeinde Yizheng (义正乡)
- Gemeinde Wubao (吴堡乡)
- Gemeinde Zhangqu (张渠乡)

## Geschichte
Die Revolutionäre Stätte von Bao’an (Bao’an geming jiuzhi 保安革命旧址) der Jahre 1936 und 1937 steht seit 2006 auf Liste der Denkmäler der Volksrepublik China (6-1069).